# 方君璧
方君璧（1898年—1986年），福州府侯官县（今福州市閩侯縣）人，是一位旅法中国女画家。

## 生平

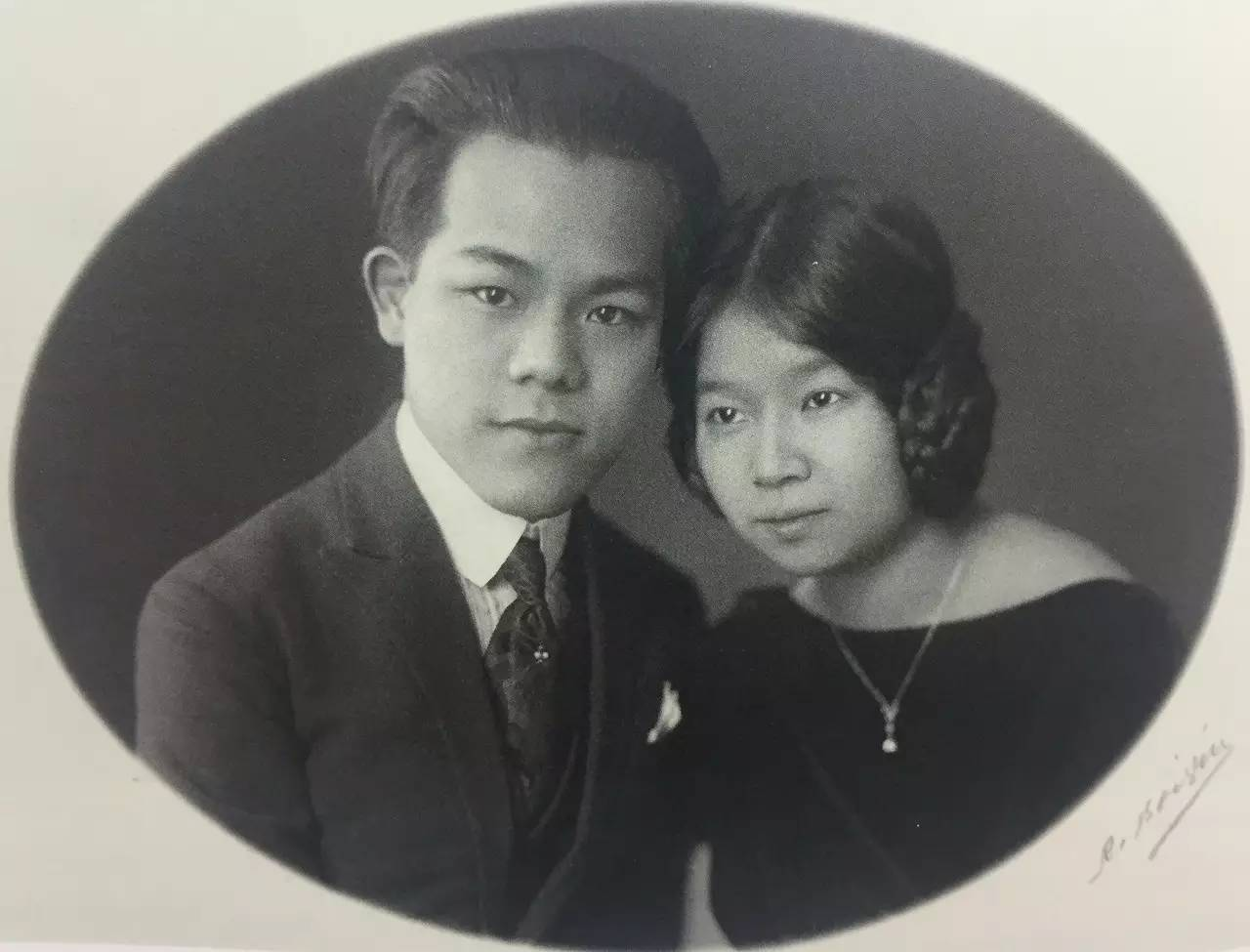
曾仲鸣与方君璧的合影

1898年出生在福建福州的一个富裕家庭，1912年随姐姐方君瑛和大嫂曾醒前往法国巴黎。1917年在开始巴黎朱利安学院和波尔多法国美术学院求学1920年毕业后返回中国，1922年与曾仲鸣结婚，与上海的岭南画派关系密切。1925年回国在广州大学执教。1939年丈夫曾仲鸣在越南河内遇刺。1949年后返回巴黎，1957年最终定居美国波士顿，1972年曾会见周恩来。之后再也没有回大陆。
1986年因病在瑞士日内瓦去世。

## 家庭
方君璧家庭为福州的富商家族，她是家里11个兄弟姐妹最小的一个，其中二姐方君瑛是中国同盟会会员，七哥方声洞是黄花岗七十二烈士中的福建十杰之一。
她的丈夫是曾仲鳴。

## 延伸阅读
- Bobot, Marie-Thérèse. Fan Tchun-Pi : artiste chinoise contemporaine : soixante tableaux ou soixante ans de peinture : Musée Cernuschi, 21 janvier-11 mars 1984, Ville de Paris.
- A Retrospective Exhibition of the Works of Fan Tchun-pi. Hong Kong: Fung Ping Shan Museum, 1978.